# Pénélope Palmer
Pour les articles homonymes, voir Palmer.
Pénélope Palmer (née le 2 novembre 1965 à New York) est une actrice française.

## Biographie
Elle est la fille du réalisateur John Palmer et du modèle américain Ivy Nicholson.
Elle a un frère jumeau, Gunther Ethan Palmer, batteur et chanteur d'un groupe, Stagefright.
Ses parents se sont rencontrés sur le tournage d'un film d'Andy Warhol. 
Ses premiers rôles furent des rôles d'enfant dans des films d'Andy Warhol qui ne sont jamais sortis en salles.
Encore enfant, elle déménagea à Paris.
Adolescente, elle joua dans trois films français : La Femme enfant, de Raphaële Billetdoux, La Femme flic sous la direction d'Yves Boisset, et Malevil, une adaptation libre par Christian de Chalonge du roman éponyme de Robert Merle.
Elle a deux fils, Donovan et Zarki.

## Filmographie

### Cinéma
- 1980 : La Femme flic, d'Yves Boisset : Solange Watin
- 1980 : La Femme enfant, de Raphaële Billetdoux : Elisabeth
- 1981 : Malevil, de Christian de Chalonge : Evelyne
- 2005 : The Dead Life, d'Ivy Nicholson
- 2011 : The Instant Messenger Mission de Tasciotti